# Kasteel Loket
Het kasteel Loket (Tsjechisch: Hrad Loket en Duits: Burg Ellbogen) is een kasteel in het Tsjechische stad Loket. De geschiedenis van het kasteel gaat terug tot in de 12e eeuw. In het jaar 1434 werden de stad en het kasteel door keizer Sigismund verkocht aan de familie Šlikové (Duits: Schlick). Deze familie zorgde voor omvangrijke renoveringen van het kasteel. Na de bloei van de stad in de 17e eeuw verloor het kasteel zijn belang. Sindsdien is het kasteel eerst als woonhuis en vervolgens als gevangenis gebruikt. Tegenwoordig doet het dienst als museum.
In de James Bondfilm Casino Royale uit 2006 was kasteel Loket een van de filmlocaties. Het kasteel moest een kasteel in Montenegro voorstellen.